# Consumed – Jetzt wird ausgemistet
Consumed – Jetzt wird ausgemistet (Originaltitel: Consumed) ist eine von Paperny Entertainment produzierte kanadische Reality-TV-Sendung, die von 2011 bis 2013 auf HGTV ausgestrahlt wurde. Protagonist ist die Ausmistungsexpertin Jill Pollack, die Familien, deren Besitz überhandnimmt, auffordert, 30 Tage lang nur mit dem Notwendigsten zu überleben. Nach Ablauf der 30 Tage müssen sich die Familien entscheiden, welchen Besitz sie wirklich benötigen und welchen sie spenden sollen. Nach drei Monaten werden die Familien noch einmal besucht, um zu zeigen, wie gut sie ihre Ordnung halten können. Die erste Folge der ersten Staffel wurde am 30. August 2011 ausgestrahlt, die zweite Staffel ab dem 8. Juni 2013. Die Serie wurde hauptsächlich im Raum Metro Vancouver gefilmt.